# Slackers
Slackers es una película estadounidense de comedia de 2002 dirigida por Dewey Nicks y protagonizada por Devon Sawa, Jason Schwartzman, Jaime King, y Jason Segel.

## Sinopsis
Cuando Ethan descubre a tres compañeros estafando al sistema de examen, los chantajea para conseguir a la chica más popular de la universidad.

## Elenco
- Devon Sawa - Dave Goodwin
- Jason Segel - Sam Schecter
- Mike Maronna - Jeff Davis
- Jason Schwartzman - Ethan Dulles
- Jaime King - Angela Patton
- Laura Prepon - Reanna Cass
- Retta - Bruna

En la película aparecen cameos por Cameron Diaz, Mamie Van Doren y Gina Gershon.

## Recepción
Tiene un 11% en Rotten Tomatoes.